# Оматай, Мирас Дарханулы
Мирас Дарханулы Оматай (каз. Мирас Дарханұлы Оматай; род. 30 июня 2004, Алма-Ата) — казахстанский футболист, полузащитник клуба «Кайрат», выступающий на правах аренды за клуб «Жетысу».

## Клубная карьера
Футбольную карьеру начинал в 2021 году в составе клуба «Кайрат-Жастар» в первой лиге. 19 июля 2021 года забил гол в дебютном первой лиги Казахстана против клуба «Байконур» (3:0), выйдя на замену на 46-й минуте вместо Нургельды Толеуханова. 24 июля 2021 года в матче против клуба «Туран» (0:1) дебютировал в Кубке Казахстана, выйдя на замену на 62-й минуте вместо Рикарду Алвеша.
27 февраля 2025 года на правах аренды перешёл в клуб «Жетысу». 2 марта 2025 года в матче против клуба «Кызыл-Жар» дебютировал в казахстанской Премьер-лиге (1:1).

## Карьера в сборной
7 июня 2022 года дебютировал за сборную Казахстана до 19 лет в матче против сборной Азербайджана до 19 лет (1:1).

## Клубная статистика
| Клуб             | Сезон            | Лига | Лига | Кубки | Кубки | Еврокубки | Еврокубки | Итого | Итого |
| Клуб             | Сезон            | Игры | Голы | Игры  | Голы  | Игры      | Голы      | Игры  | Голы  |
| ---------------- | ---------------- | ---- | ---- | ----- | ----- | --------- | --------- | ----- | ----- |
| Кайрат           | 2021             | —    | —    | 2     | 0     | —         | —         | 2     | 0     |
| Кайрат           | 2024             | 0    | 0    | 0     | 0     | —         | —         | 0     | 0     |
| Кайрат           | Итого            | 0    | 0    | 2     | 0     | —         | —         | 2     | 0     |
| → Кайрат-Жастар  | 2021             | 5    | 1    | —     | —     | —         | —         | 5     | 1     |
| → Кайрат-Жастар  | 2022             | 10   | 2    | —     | —     | —         | —         | 10    | 2     |
| → Кайрат-Жастар  | 2023             | 13   | 2    | —     | —     | —         | —         | 13    | 2     |
| → Кайрат-Жастар  | 2024             | 7    | 1    | —     | —     | —         | —         | 7     | 1     |
| → Кайрат-Жастар  | Итого            | 35   | 6    | —     | —     | —         | —         | 35    | 6     |
| → Жетысу         | 2025             | 1    | 0    | —     | —     | —         | —         | 1     | 0     |
| → Жетысу         | Итого            | 1    | 0    | —     | —     | —         | —         | 1     | 0     |
| Всего за карьеру | Всего за карьеру | 36   | 6    | 2     | 0     | —         | —         | 38    | 6     |